# Giovanni Francesco Ugolini
Pour les articles homonymes, voir Ugolini.
Giovanni Francesco Ugolini, né le 28 février 1953 à Borgo Maggiore, est un homme politique de Saint-Marin.
Diplômé en chimie industrielle, il travaille successivement dans un laboratoire d'analyses médicales, dans l'hôtellerie puis comme chef d'entreprise.
Appartenant au Parti démocrate-chrétien depuis 1978, il est membre du Grand Conseil général de 1998 à 2001.
À deux reprises, il exerce les fonctions de capitaine-régent de la République du 1er avril au 1er octobre 2002 conjointement avec Antonio Lazzaro Volpinari et de nouveau du 1er octobre 2010 au 1er avril 2011 conjointement avec Andrea Zafferani.